# John Bura

Wappen von John Bura

John Bura (auch Iwan Bura, ukrainisch: Іван Бура; * 12. Juni 1944 in Wegeleben, Deutsches Reich; † 17. Januar 2023 in Washington, D.C.) war ein Geistlicher der Ukrainischen Griechisch-Katholischen Kirche sowie Weihbischof in Philadelphia und Apostolischer Administrator der Eparchie Saint Josaphat in Parma in den Vereinigten Staaten.

## Leben
John Bura ist der Sohn einer aus Deutschland in die Vereinigten Staaten ausgewanderten ukrainischen griechisch-katholischen Familie, die in Jersey City lebte. Mit dem Ende der Grundschule trat Bura 1959 in das ukrainische griechisch-katholische Priesterseminar St. Basil in Stamford (Connecticut) ein. Von 1965 bis 1970 studierte er Theologie an der Katholischen Universität von Amerika und am Priesterseminar St. Josaphat in Washington, D.C. Sein Studium schloss er mit dem Bachelor of Theology ab und wurde am 14. Februar 1971 von Erzbischof Ambrozij Andrew Senyshyn OSBM in Philadelphia zum Priester geweiht.
Nach seiner Priesterweihe war er in Philadelphia tätig. Zwischen 1971 und 1972 unterrichtete er Religion am Priesterseminar St. Basil in Stamford, es schloss sich von 1972 bis 1975 eine Lehrtätigkeit als Sprachlehrer für Ukrainisch an. Zwischen 1975 und 1987 war er an verschiedenen Orten als pfarramtlicher Administrator eingesetzt. Von 1987 bis 1997 war er Rektor des Priesterseminars St. Josaphat in Washington D.C. und wurde 1997 Pastor in zwei Pfarrgemeinden.
Am 12. Juni 1991 ernannte ihn Papst Johannes Paul II. zum Päpstlichen Ehrenkaplan. Papst Benedikt XVI. bestätigte am 3. Januar 2006 die Wahl der Synode der Ukrainischen Kirche zum Weihbischof in Philadelphia. Gleichzeitig ernannte der Papst ihn zum Titularbischof von Limisa. Am 21. Februar 2006 spendete ihm Großerzbischof Ljubomyr Kardinal Husar die Bischofsweihe. Mitkonsekratoren waren Erzbischof Stephen Soroka von Philadelphia und der Apostolische Exarch von Großbritannien, Bischof Michael Kuchmiak CSsR. Nach dem altersgemäßen Rücktritt von Bischof Robert Mikhail Moskal am 29. Juli 2009 war er bis zur Ernennung Bohdan Danylos zu dessen Nachfolger am 7. August 2014 gleichzeitig Apostolischer Administrator von Saint Josaphat in Parma.
Papst Franziskus nahm am 15. November 2019 seinen altersbedingten Rücktritt an.